# Carl Vetter
Carl Vetter (* 1949 in Weimar) ist ein deutscher Klang-, Licht- und Installationskünstler.

## Leben
Carl Vetter studierte von 1971 bis 1978 bei Kai Sudeck und Bodo Baumgarten an der Hochschule für Bildende Künste Hamburg. In den Jahren von 1993 bis 2019 unternahm er Studienreisen unter anderem nach Irland, Portugal, Israel.
1979/80 erhielt Vetter ein DAAD-Stipendium für Irland. Seitdem arbeitet er jährlich für 1–2 Monate an der Westküste Irlands in besonderen Landschaftsregionen wie z. B. dem Burren oder an der Steilküste von Aughinish (Galway Bay) (County Clare). Die entwickelten Lichtaktionen und Klangaktionen präsentiert Vetter vor Publikum. Weitere Reisestipendien für Irland folgten in den Jahren 1993 und 2012.
Ein Stipendium führte ihn 1999 in die Casa Baldi in Olevano Romano. Es folgte eine Ausstellung in der Villa Massimo in Rom. 2004 war Vetter Teilnehmer der SoundART NRW Köln, ART COLOGNE. Es folgten zahlreiche Einzelausstellungen, Aktionen und Ausstellungsbeteiligungen.

## Werk
„(…) Carl Vetter sieht sich als Künstler, der mit der Natur umgeht. Er ist ein Zeichensetzer. Seine künstlerische Haltung hat er mehrfach klar dargestellt, nachzulesen … […]. Seine Schlüsselbegriffe sind: hineinfühlen, näherbringen, einfügen, aber auch geradezu gegenteilige: eingreifen, verändern, Spuren hinterlassen. (…) Aber warum tut er das? Weil, so erfahren wir, Natur für ihn Anlaß zu permanenter Selbstbefragung ist. Ich denke an Gauguins Bildtitel 'Woher kommen wir? Wer sind wir? Wohin gehen wir?' Die Arbeiten sind also Antworten, Feststellungen, ja Sinnbilder.“

„(…) Kontemplation ist gefragt, und zu kontemplativem Verhalten animiert diese Kunst.“

„(…) den sensibel reagierenden und zugleich gestalterischen Umgang mit der Landschaft, der Natur nicht gewaltsam verändert, sondern sie verdeutlicht, zum Sprechen bringt.“

Vetter entwickelt raumbezogene und audio-visuelle Handlungskonzepte (Foto-, Video- und Klangdokumentationen), vielfach mit Naturmaterialien, in und für Landschafts- und Kulturräume. Seit 1978 macht er Ausstellungen, Rauminstallationen, Lichtaktionen und Klangkunst-Aktionen bzw. Klanginstallationen in verschiedenen Landschaftsräumen im In- und Ausland. Seine Werke zählen auch zur Land Art.

### Arbeiten im Privatbesitz im In- und Ausland und in öffentlichen Institutionen
- Kunstverein Springhornhof (Kunst-Landschaft Springhornhof), Neuenkirchen/Lüneburger Heide
- Skulpturenmuseum Glaskasten, Marl
- Kunstverein Röderhof im Chalander in Röderhof bei Halberstadt
- Kunsthaus Salzwedel, Salzwedel
- Kunstmuseum Kloster Unser Lieben Frauen, Magdeburg

## Einzelausstellungen und Ausstellungsbeteiligungen (Auswahl)
- 2021/2022: Kunst der Altmark . anders sehen – Kunsthaus Salzwedel und Vertretung des Landes Sachsen-Anhalt beim Bund Berlin
- 2021: Stein auf Stein – Klangsteinaktion, 3 Akteure, Mönchskirche (Salzwedel)
- 2021: Symposium: Resonanzen Landschaft/Natur und Kunst im Kontext – Installation und Klangsteinaktion, Schloss Kannawurf
- 2020: Nah & Fern – Kunstmuseum Kloster Unser Lieben Frauen, Magdeburg
- 2019/20: Natursequenzen – Sonderausstellung – Landschaftsbezogene Rauminstallationen, Kunsthaus Salzwedel
- 2018: Observatórios – Nachtspaziergang nach Jardim das Pedras, Festas Solares Movimento das Pedras, Projecto de Investigacao e Criacao Artistica, Feital, Portugal
- 2018: Kirch-Leuchten – Lichtinstallation, Romanische Dorfkirche, Siedendolsleben
- 2017: Erdnah – Ausstellung, Haus am Wasser, Bremen
- 2016: Stein-Zeit – Klangaktion, Kunsthaus Sootbörn, Hamburg

## Abbildungen (Auswahl)

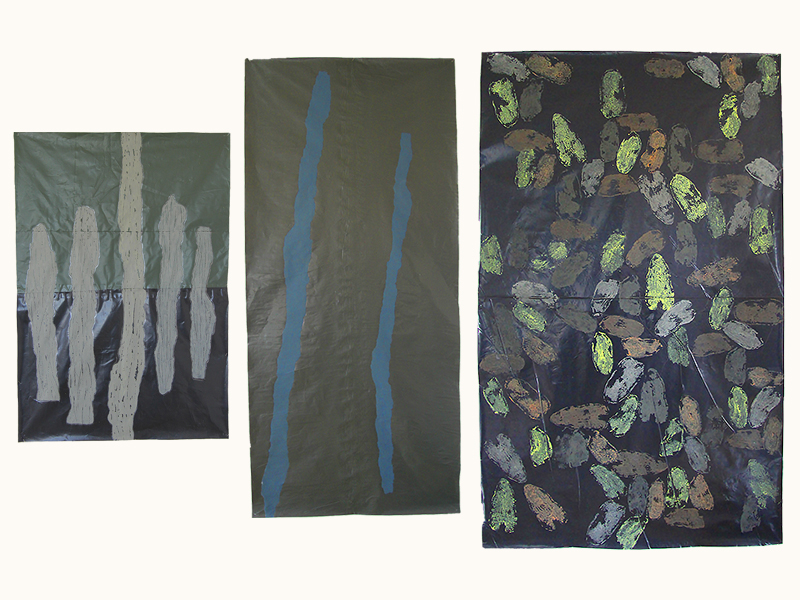
Winter, Herbst, Frühling, 3 Folien mit Abtönfarben
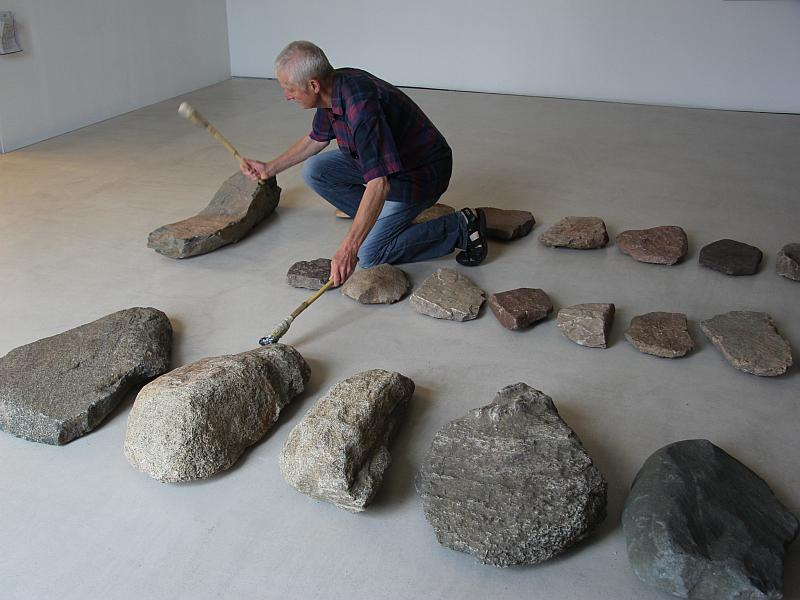
Nah & Fern, Klangaktion, Kunstmuseum, Magdeburg
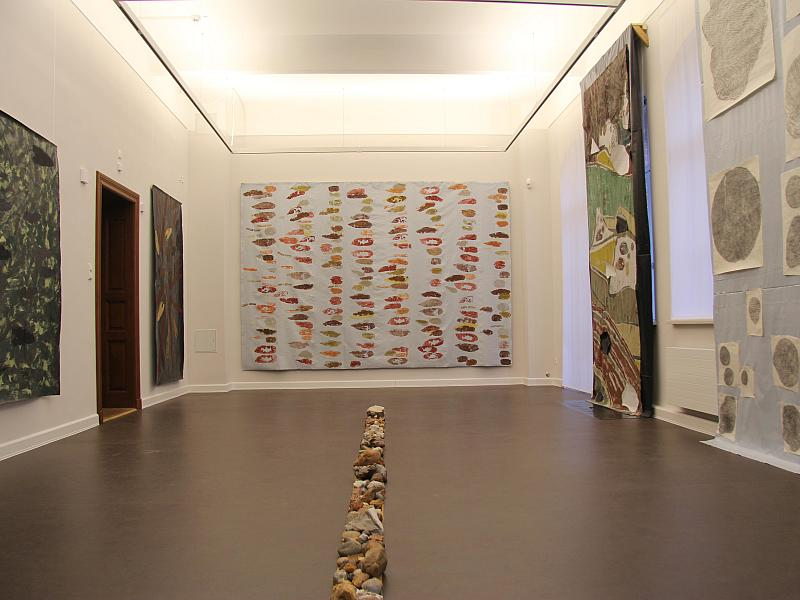
Natursequenzen, Sonderausstellung im Kunsthaus Salzwedel
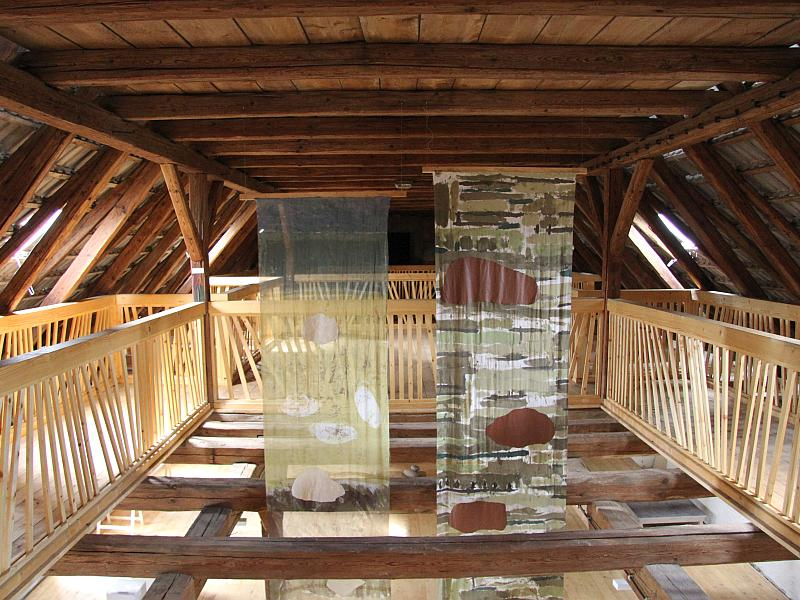
Resonanzen, Installation, Landschaft/Natur und Kunst im Kontext
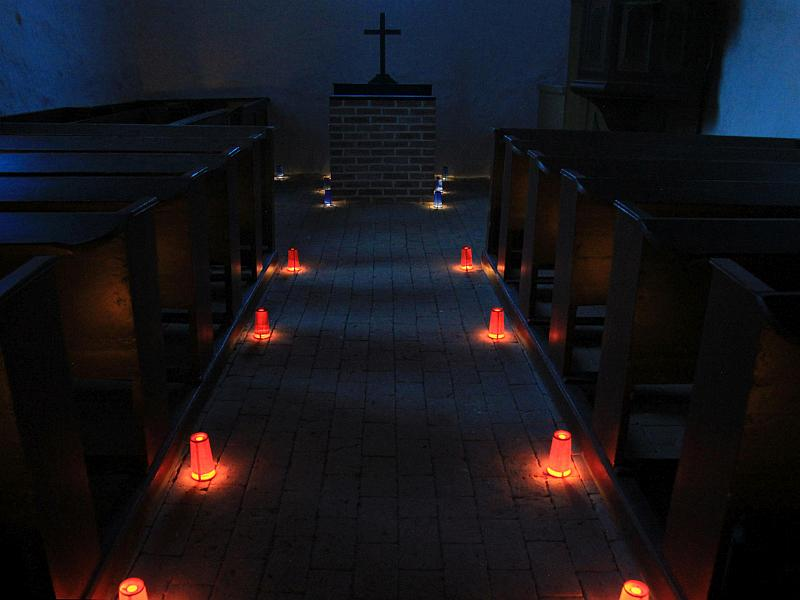
Kirch-Leuchten, Lichtinstallation, Romanische Dorfkirche, Siedendolsleben